# Equus africanus atlanticus
Equus africanus atlanticus (алжирський дикий віслюк, атласький віслюк) — підвид вимерлих диких віслюків, які мешкали колись у Північній Африці в горах Атлас і в деяких районах Сахари. Кістки атласького віслюка були виявлені у ряді кам'яних притулків по всьому Марокко і Алжиру палеонтологами включаючи Альфреда Ромера. Хоча існування римської мозаїки, не залишають сумнівів про колишнє існування африканських диких віслюків у Північній Африці. Востаннє він був представлений на фресці вілли, близько 300 р. по Р. Х. Аннаба, Алжир. Віслюк вимер внаслідок римського спортивного полювання.
Згідно з древнім зображенням, атласький віслюк мав смуги на ногах, а також хрест на плечі. З існуючих підвидів африканського дикого осла, сомалійський дикий віслюк має тільки смуги на нижніх кінцівок, а нубійський дикий віслюк тільки на плечі.